# Морайс, Фернандо
Ферна́ндо Го́мес де Мора́йс (порт. Fernando Gomes de Morais, 22 июля 1946, Мариана, штат Минас-Жерайс, Бразилия) — бразильский журналист, писатель-биограф и государственный деятель. Автор биографических книг посвящённых различным историческим личностям, многие из которых были экранизированы. Государственный секретарь штата Сан-Паулу по делам культуры (1988—1991) и государственный секретарь штата Сан-Паулу по делам образования (1991—1993).

## Биография
Родился 22 июля 1946 в Мариане. Начал заниматься журналистикой в 15 лет. В 1961 году стал курьером журнала издаваемого банком Белу-Оризонти. В возрасте 18 лет он отправился в Сан-Паулу, где работал в журналах Veja и Jornal da Tarde, газете Folha de S. Paulo, телеканале TV Cultura и сетевом издании Internet Group.
Четырежды награждался премией Prêmio ExxonMobil de Jornalismo и трижды премией Prêmio Abril.
В 2003 году избирался в Бразильскую академию литературы, но уступил Марку Масиэлю.

## Книги
- 1976 — A Ilha[порт.] (рус. Остров) — история повседневности послереволюционной Кубы.
- 1985 — Olga[порт.] (рус. Ольга) — биография Ольги Бенарио-Престес; в 2004 году режиссёром Жайме Монжардимом снят одноимённый фильм?!.
- 1994 — Chatô, o Rei do Brasil[порт.] (рус. Шато, король Бразилии) — биография Асиса Шатобриана[порт.]; в 2015 году режиссёром Гильерме Фонтесом снят одноимённый фильм[порт.].
- 2000 — Corações Sujos[порт.] (рус. Грязные сердца) — о японской иммиграции в Бразилию и деятельности террористической организации «Синдо ренмей[англ.]»; в 2011 году экранизирован[порт.] режиссёром Висенте Аморимом[порт.].
- 2003 — Cem Quilos de Ouro (рус. Сто килограммов золота) — сборник из 12 статей и примечаний к ним, написанных Морайсом в 1970—1990-х годах.
- 2005 — Na Toca dos Leões (рус. В логове львов) — биографии Вашингтона Оливетто[порт.], Хавьера Льусса Чюре[порт.] и Габриэля Зелльмейстера[порт.].
- 2006 — Montenegro, as aventuras do Marechal que fez uma revolução nos céus do Brasil[порт.] (рус. Черногория, приключения маршала, совершившего революцию в небе Бразилии) — биография Казимиро Монтенегро Фильхо[порт.].
- 2008 — O Mago[порт.] (рус. Маг) — биография Пауло Коэльо; на русском языке — Морайс Ф. Маг: биография Пауло Коэльо / пер. с португ. А. Богдановского. — М.: АСТ, 2010. — 606 с. — (АСТ). — ISBN 978-5-17-062886-5.
- 2011 — Os Últimos Soldados da Guerra Fria (рус. Последние солдаты холодной войны) — о кубинской пятёрке разведчиков внедрённых в США[6]; в 2019 году экранизирована режиссёром Оливье Ассаясом в качестве шпионской драмы «Афера в Майами» (в оригинале — «Осиная сеть»; англ. Wasp Network)[7].